# Kazimierz Danilewicz

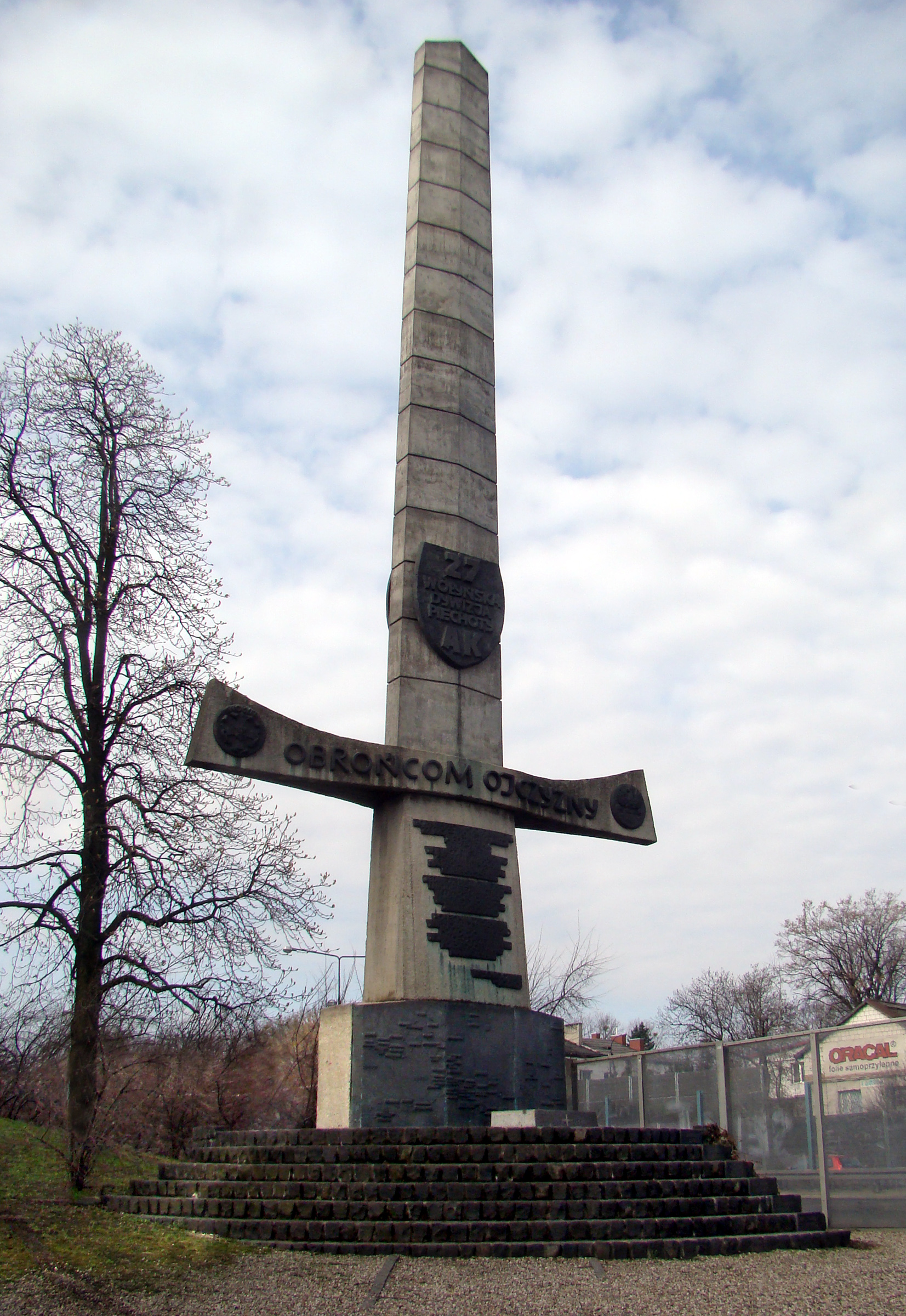
Pomnik 27. Wołyńskiej Dywizji Piechoty AK w Warszawie

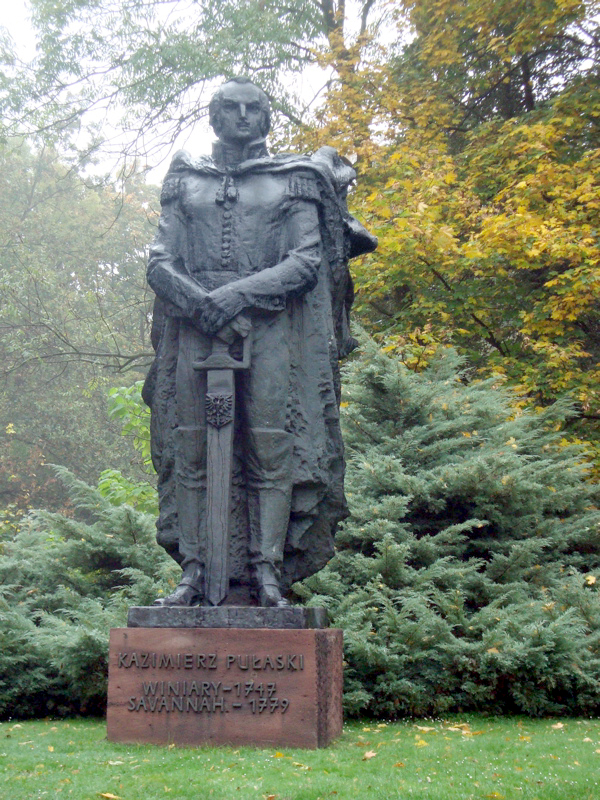
Pomnik Kazimierza Pułaskiego w Warce

Kazimierz Danilewicz (ur. 7 listopada 1927 w Włodzimierzu Wołyńskim, zm. 15 lutego 2013 w Warszawie) – polski rzeźbiarz.

## Życiorys
W latach 1943–1944 pracował w drukarni. W 1945 repatriowany z rodziną do Hrubieszowa. Uczestniczył w konspiracji w 27 WDP AK w Hrubieszowie ps. Kizak.
Uczył się w liceum plastycznym w Zamościu. W 1947 zamieszkał w Łodzi, gdzie uczył się w szkole charakteryzacji filmowej. Od 1949 w Warszawie studiował na Akademii Sztuk Pięknych na Wydziale Rzeźby u prof. Mariana Wnuka.
Jest autorem wielu pomników. W Warce w parku na Winiarach znajduje się pomnik Kazimierza Pułaskiego odsłonięty 13 października 1979. Również w roku 1979 odsłonięto w Buffalo pomnik generała Kazimierza Pułaskiego stanowiący dar narodu polskiego z okazji 200-lecia niepodległości USA. Pomnik znajduje się u zbiegu Main St. i S. Division St. – pomnik jest kopią pomnika w Warce. W roku 1985 odsłonięto przy Trasie Łazienkowskiej po stronie praskiej nad Wisłą pomnik generała Zygmunta Berlinga. Pomnik 27 Wołyńskiej Dywizji Piechoty AK w Warszawie znajduje się na Skwerze Wołyńskim przy al. Armii Krajowej w pobliżu ul. Gdańskiej. Został odsłonięty 12 września 1993. Pomnik ma kształt wielkiego kamiennego miecza. 13 lipca 2003 ustawiono 11 kamiennych kolumn upamiętniających męczeństwo Polaków z 11 wołyńskich powiatów, ofiar rzezi wołyńskiej. Skwer otwarto 11 lipca 2004. W Warszawie przy ul. Franciszka Rymkiewicza stoi popiersie majora Hubala, wykute przed wielu laty na zamówienie władz, lecz nie odebrane, i ustawione w 30 lat później koło domu rzeźbiarza.

## Ordery i odznaczenia
- Krzyż Kawalerski Orderu Odrodzenia Polski
- Brązowy Krzyż Zasługi z Mieczami
- Krzyż Armii Krajowej
- Medal Wojska
- Krzyż Partyzancki
- Złoty Krzyż Zasługi
- Medal Komisji Edukacji Narodowej
- Krzyż „Za Zasługi dla ZHP”